# حريش شمالي
حريش شمالي (الاسم العلمي: Lithobius borealis) هو نوع من المفصليات يتبع جنس الحريش من الفصيلة الحريشية.